# Итеево
Итеево (баш. Этәй) — село в деревня в Илишевском районе Республики Башкортостан Российской Федерации. Административный центр Итеевского сельсовета.

## География
Стоит на реке База.

### Географическое положение
Расстояние до:
- районного центра (Верхнеяркеево): 13 км,
- ближайшей ж/д станции (Буздяк): 120 км.

## История
Основано в начале XVIII века башкирами Еланской волости Казанской дороги на собственных вотчинных землях.
В конце XIX — начале XX века волостной центр Исмаиловской волости.
По данным справочника 1906 года Итеева, деревня при речке Базе, на просёлочной дороге. Есть мечеть, мануфактура и бакалейная лавка, 2 мельницы, по пятницам базар.

## Население
| 2002 | 2009 | 2010 |
| ---- | ---- | ---- |
| 544  | ↘506 | →506 |

### Национальный состав
Согласно переписи 2002 года, преобладающая национальность — башкиры (79 %).

## Инфраструктура
Личное подсобное хозяйство с зоной сельскохозяйственного использования, индивидуальная застройка усадебного типа.
Основа экономики — сельское хозяйство.
Дом культуры, ФАП, СОШ с. Итеево.

## Транспорт
Деревня доступна автотранспортом. Остановки общественного транспорта «Въезд в Итеево» и «Итеево».

## Люди, связанные с селом
- Хисамутдинов, Рабис Акмалович (род. 6 мая 1947) — организатор здравоохранения. Доктор медицинских наук (2005). Заслуженный врач РБ (1994).